# Conseil de famille des pupilles de l'État
 (octobre 2016).
Le conseil de famille des pupilles de l'État est un organe chargé de la tutelle des pupilles de l’État en France, les mineurs orphelins placés sous la responsabilité exclusive de l’État. Cette tutelle relève des dispositions des articles L.224-1 et suivants du code de l'action sociale et des familles qui instituent des conseils de famille particuliers chargés de la tutelle des pupilles de l’État de chaque département. Cette tutelle est assurée conjointement par ce Conseil et le préfet tuteur par l'exercice de l'autorité parentale à leur égard. Au cours de ses réunions, il se prononce en particulier sur les projets d'adoption.

## Composition du Conseil de famille
Le conseil comprend huit membres, deux conseillers départementaux, sur proposition du président du conseil départemental ; un membre de l’association d’entraide des pupilles et anciens pupilles du département ; deux membres d’associations familiales (dont une association de familles adoptives) ; un membre d’une association d’assistantes maternelles ; deux personnalités qualifiées en matière de protection de l’enfance et de la famille.   

## Mission
Le conseil de famille examine la situation des enfants admis en qualité de pupilles dans un délai de deux mois à compter de leur admission. Annuellement, la situation est suivie également (santé, problèmes psychologiques, scolarité, milieu de vie),,.
Pour la réalisation des projets d’adoption des pupilles de l’État, le conseil de famille doit donner son avis au préfet tuteur pour consentir ou non à l’adoption si ce consentement n’a pas été donné par les parents d’origine ; accepter ou refuser le projet d’adoption proposé par l’assistante maternelle, ou désigner les futurs adoptants parmi les personnes agréées que lui aura proposés le service de l’aide sociale à l'enfance ; planifier la date effective du placement en vue d’adoption (ou refus du placement) ; choisir les informations à fournir aux futurs adoptants.

### Législation
- Décret n° 85-937 du 25 août 1985, précisant la loi du 6 juin 1984 (abrogé)
- articles L.224-1 et suivants du code de l'action sociale et des familles
- articles R.224-1 et suivants du code de l'action sociale et des familles